# Polystoma
Polystoma là một chi giun dẹp ký sinh trong họ Polystomatidae.

## Các loài
- Polystoma integerrimum
- Polystoma nearcticum